# Cassino (Latium)
Cassino ist eine italienische Stadt in der Provinz Frosinone in der Region Latium mit 34.925 Einwohnern (Stand 31. Dezember 2024). Sie ist vor allem für die Benediktinerabtei Montecassino bekannt, die Benedikt von Nursia auf dem gleichnamigen Hügel oberhalb der Stadt erbaute. Sie ist die zweitgrößte Stadt der Provinz und das wirtschaftliche Zentrum der Osthälfte der Provinz Frosinone. Cassino ist Sitz einer Universität.
Bis 1863 hieß die Stadt San Germano.

## Geographie

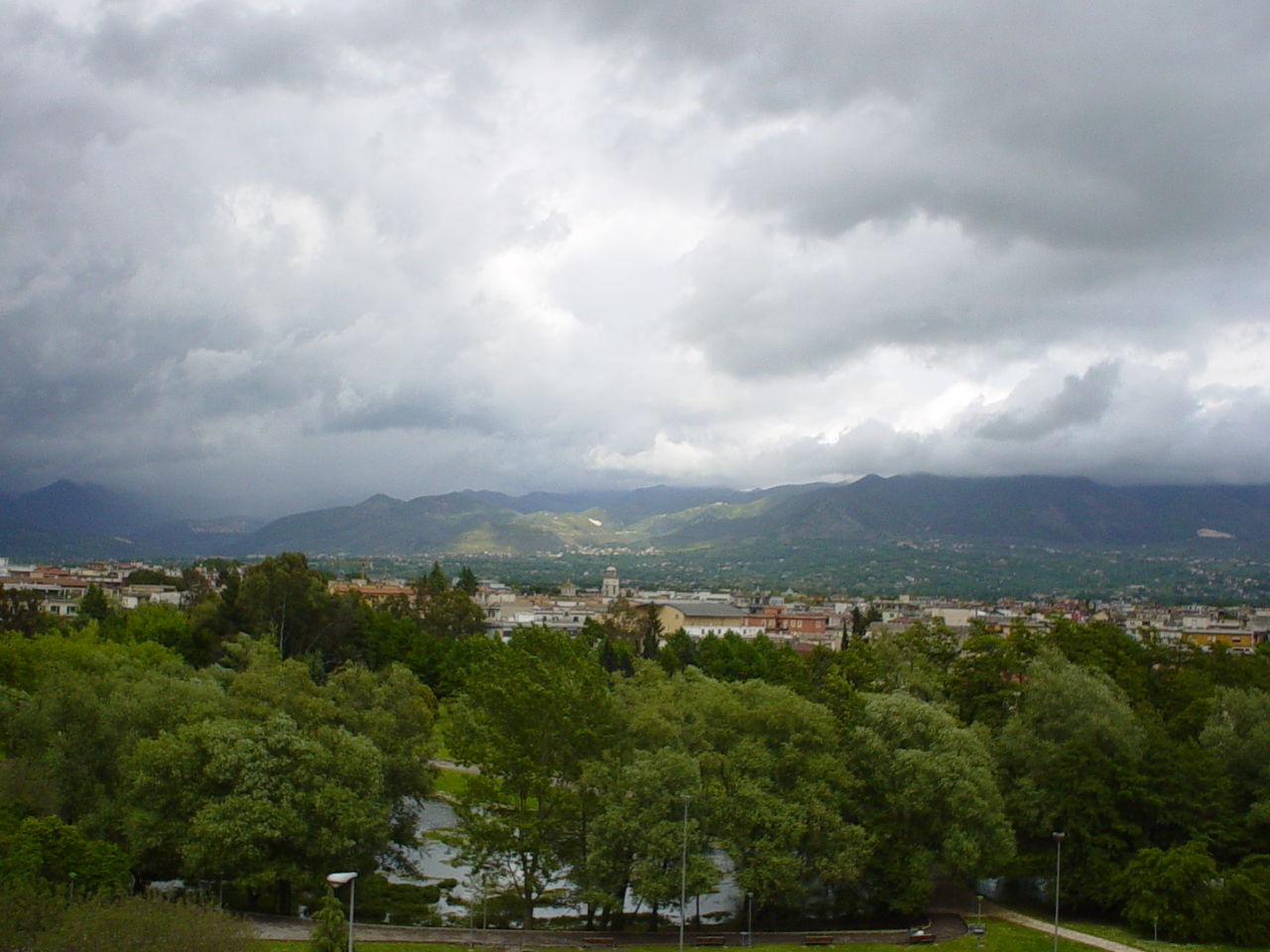
Die Ebene von Cassino

### Lage
Cassino liegt 131 km südöstlich von Rom, 98 km nördlich von Neapel und 53 km südöstlich von Frosinone. Zur Küste bei Minturno beträgt die Entfernung 37 km.
Cassino liegt im Tal des Liri, am Fluss Rapido, der 8 km südlich der Stadt in den Liri mündet, und am Fuße des Berges Montecassino, Ausläufer des Massivs des Monte Cairo. Seine Stadtteile sind Caira und Montecassino im Massiv des Monte Cairo sowie San Cesareo, Sant’Angelo in Theodice, Sant’Antonio, San Pasquale und San Michele, die in der Ebene liegen. Das Gemeindegebiet erstreckt sich über eine Höhe von 18 bis 841 m s.l.m.
Die Gemeinde befindet sich in der Erdbebenzone 2 (mittel gefährdet).

### Nachbargemeinden
Die Nachbargemeinden sind im Uhrzeigersinn: Villa Santa Lucia, Terelle, Sant’Elia Fiumerapido, Cervaro, San Vittore del Lazio, Rocca d’Evandro (CE), Sant’Apollinare und Pignataro Interamna.

### Verkehr
Cassino liegt an der Autobahn A1 Autostrada del Sole von Rom nach Neapel, Ausfahrt Cassino. Die historische Straßenverbindung ist die Via Casilina, in der Antike Via Latina, die heute als Staatsstraße SS6 klassifiziert ist.
Cassino besitzt einen Bahnhof an der Bahnstrecke Rom–Neapel.

## Name
In der Zeit der Zugehörigkeit zum Römischen Reich trug der Ort den Namen Casinum. Nach der Klostergründung auf dem Montecassino 529 hatte das Kloster zuerst die Bezeichnung Castellum Sancti Petri, die auch auf die Siedlung am Fuß des Hügels überging. Später taucht dann der Name Eulogimenopoli in Dokumenten auf. Mit der Übertragung der Reliquien des Heiligen Germanus 866 in den Ort setzte sich der Name San Germano durch. Am 23. Mai 1863 beschloss der Gemeinderat von San Germano, wieder den italienisierten antiken Namen Cassino anzunehmen.

## Geschichte

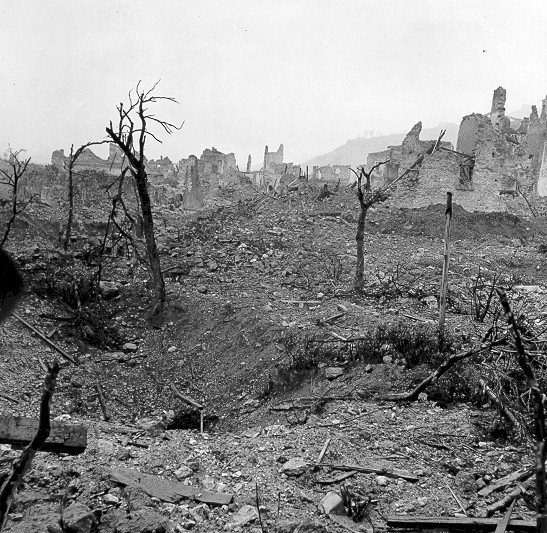
Cassino nach der Zerstörung 1944

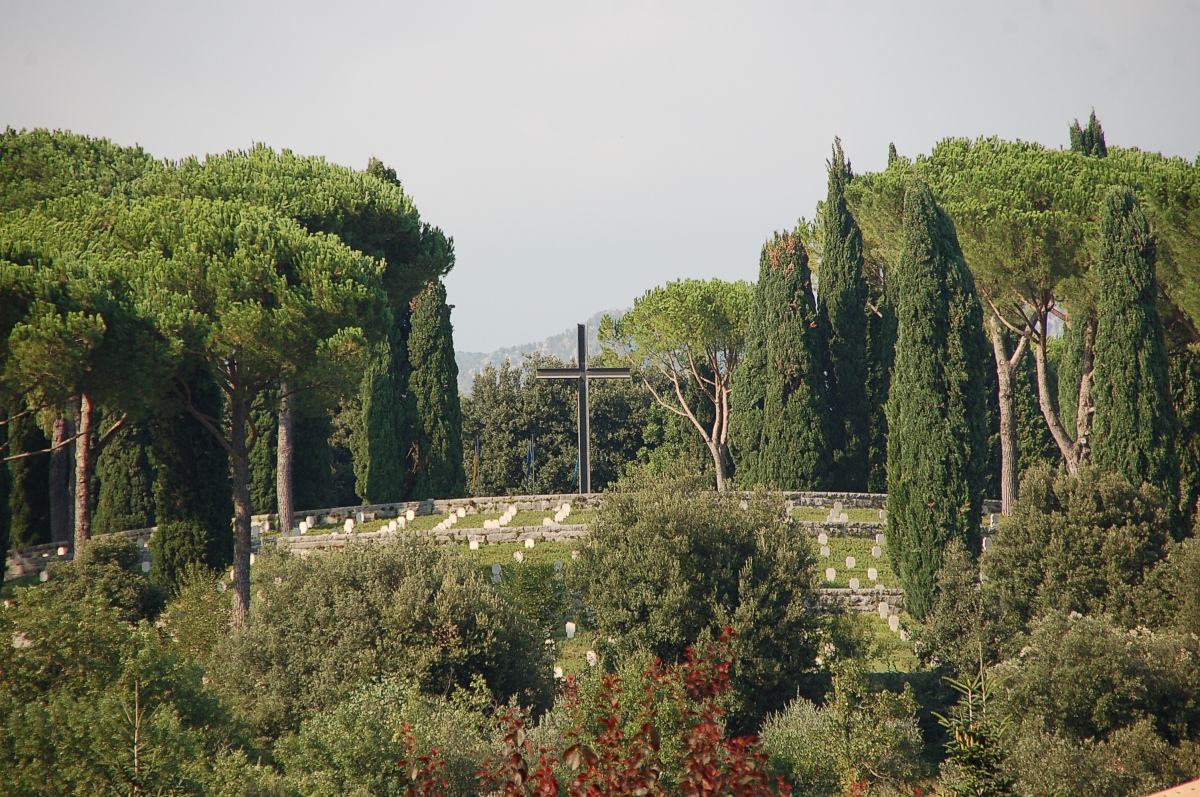
Deutscher Soldatenfriedhof

Casinum war eine volskische, dann samnitische Stadt im Süden Latiums. In der römischen Geschichtsschreibung wird sie selten erwähnt, zuerst im 2. Punischen Krieg. Das antike Casinum besaß ein Amphitheater und ein Theater, mehrere Tempel und war von einer Stadtmauer umgeben.
529 n. Chr. gründete Benedikt von Nursia die Abtei Montecassino an der Stelle der antiken Akropolis. 577 wurden Kloster und Stadt durch die Langobarden unter Zotto zerstört, der Casinum dem Herzogtum Benevent einverleibte, wenn auch faktisch die Äbte des Klosters die Macht ausübten. 744 gewährte Herzog Gisulf II. dem Klosterterritorium offiziell die Unabhängigkeit. 883 wurden Stadt und Kloster ein zweites Mal, nunmehr von den Sarazenen, zerstört.
1230 traf sich Friedrich II. in der Stadt, die nun San Germano hieß, mit Papst Gregor IX., um Frieden zu schließen. 1503 endete die territoriale Unabhängigkeit des Klosters und San Germano wurde Teil des Königreichs Neapel.
1806 kam der Ort zur Terra di Lavoro und wechselte 1927 zur Provinz Frosinone und damit wieder zu Latium.
Im Zweiten Weltkrieg wurde die Stadt am 15. Februar 1944 bei einem alliierten Bombenangriff zerstört und war anschließend nach der Besetzung des Berges durch deutsche Truppen Zentrum der Schlacht um Monte Cassino, wobei die Stadt völlig zerstört wurde. Am 15. März 2014 fand zum 70. Jahrestag dieses Ereignisses eine Gedenkfeier statt, an der Italiens Staatspräsident Giorgio Napolitano teilnahm.
| Jahr      | 1861  | 1881   | 1901   | 1921   | 1936   | 1951   | 1971   | 1991   | 2001   | 2017   |
| --------- | ----- | ------ | ------ | ------ | ------ | ------ | ------ | ------ | ------ | ------ |
| Einwohner | 7.929 | 11.770 | 13.397 | 19.001 | 20.064 | 19.256 | 24.696 | 32.787 | 32.762 | 36.511 |

Quelle: ISTAT

## Bildungseinrichtungen
- Drei allgemeinbildende staatliche Schulen mit Grundschule (Scuola primaria) und Sekundarstufe bzw. als Gesamtschule konzipiert. Eine davon ist mit einer Vorschule ausgestattet, die auch Kurse in der Erwachsenenbildung anbietet. Außerdem gibt es eine private 6-jährige Grundschule mit Vorschule, einen privaten Kindergarten für Kinder von 3 Monaten bis 3 Jahren.
- Zwei Lyzeen: Eines davon mit dem Schwerpunkt „Klassische Bildung“ und einem breiten Spektrum an zusätzlichen Angeboten. Die Abschlussprüfung ermöglicht den Zugang zu allen universitären Ausbildungsgängen. Das zweite bietet den Schwerpunkt „Wissenschaft und humanistische Tradition“. Es ermöglicht den Zugang zu einer Ausbildung bzw. Berufstätigkeit in Industrie- und Handel sowie zur Zulassung zur Universität.
- Vier Handels- bzw. Gewerbeschulen mit Elementen wissenschaftlicher Ausbildung und einer Abschlussqualifikation für ein Studium. Die Ausbildungen gibt es im kaufmännisch- informatikwissenschaftlichen Bereich wie Verwaltung, Finanzen und Marketing, Wirtschaftsinformatik und Tourismus. Es gibt Ausbildungsgänge in Naturwissenschaft und Technik, wie Chemie, Materialien und Biotechnologie, Elektronik und Elektrotechnik und Informationstechnik, Maschinenbau, Mechatronik und Energie; ferner Ausbildungen im sozial- und sprachlich-kommunikativen Bereich, in der Wartung und technischen Unterstützung. Außerdem Ausbildungen für medizinisch-soziale Berufe, für die Produktion in Industrie und Handwerk, speziell auch für die Bekleidungsindustrie, sowie die Ausbildung an einer Kunstschule.[10]
- Die Universität Cassino wurde 1979 als staatliche Universität gegründet. 2015 waren ca. 8000 Studenten immatrikuliert. Die Einrichtungen der Universität befinden sich zentral in Cassino als auch an anderen Orten der Umgebung.

## Sehenswürdigkeiten

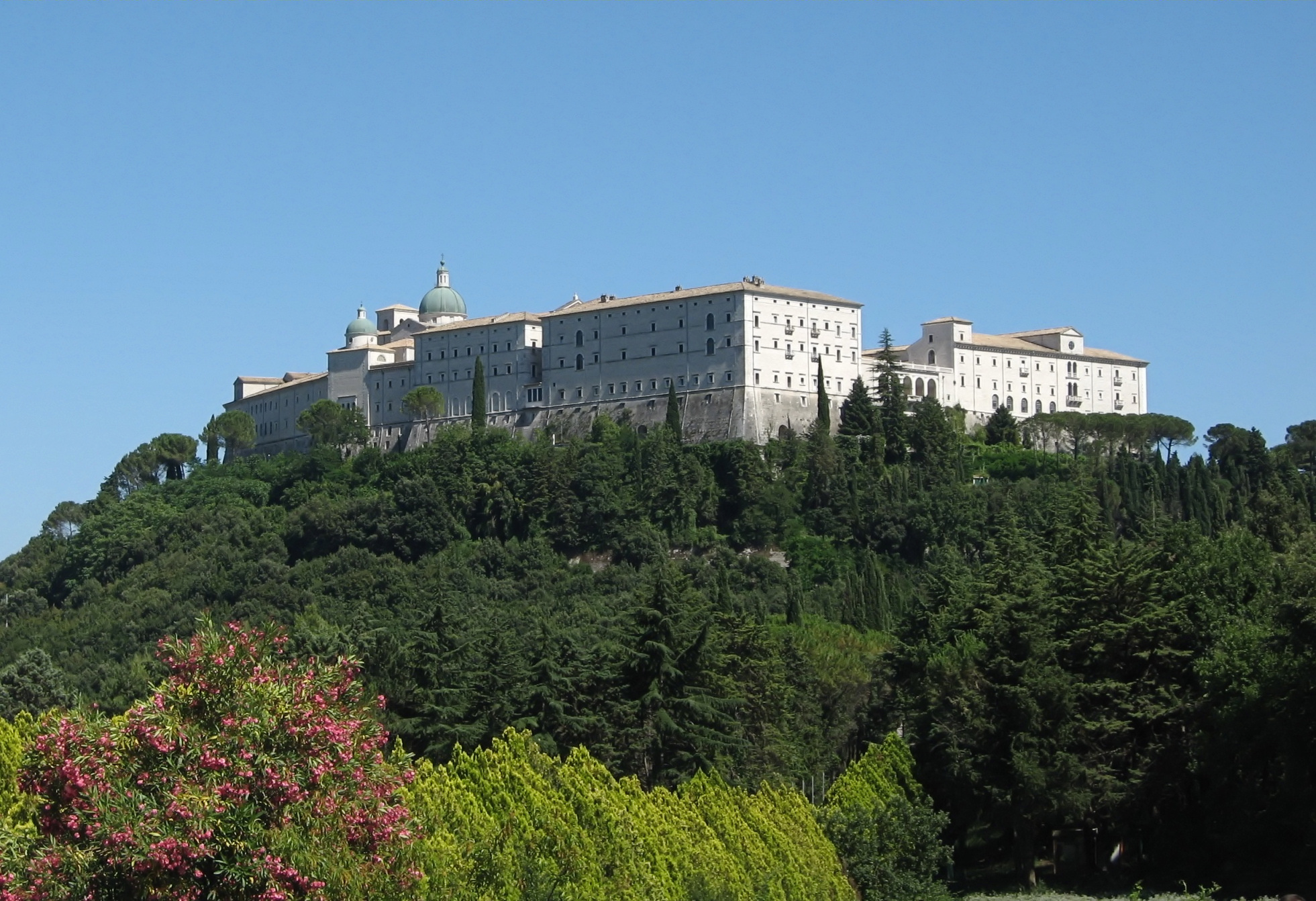
Abtei Montecassino

- Der wichtigste Anziehungspunkt für Pilger und Touristen ist die Abtei Montecassino.
- In der archäologischen Zone am Südwesteingang der Innenstadt befinden sich das Archäologische Nationalmuseum, die Ruinen des Amphitheaters, des Theaters und das Mausoleum der Ummidia Quadratilla aus der Gens Ummidia, der Erbauerin des Theaters.
- Auf halbem Weg zum Montecassino liegt die mittelalterliche Burg Rocca Janula.
- Im Museum Historiale werden die Ereignisse um die Schlacht um Monte Cassino behandelt.

Soldatenfriedhöfe
Bei der Schlacht um Monte Cassino starben auf beiden Seiten insgesamt über 70.000 Soldaten. Daher gibt es heute im Gebiet der Stadt Friedhöfe für die Gefallenen aus Deutschland, Frankreich, Italien, Polen und dem Commonwealth. Auf der Deutschen Kriegsgräberstätte Cassino im Norden der Stadt ruhen 20.076 Tote.

## Wirtschaft
Die Wirtschaft ist fixiert auf den Dienstleistungssektor. Es folgen in weitem Abstand das produzierende Gewerbe, Betriebe der verarbeitenden Industrie sowie Reparatur- und Transportbetriebe. Daneben sind die chemische und pharmazeutische Industrie, die Modebranche und der Tourismussektor von Bedeutung. In Cassino entstand dank der Ansiedlung des Fiatwerkes im nahen Piedimonte San Germano Zulieferungsindustrie.
Handwerksbetriebe stellen die häufigste Unternehmensform dar. Die Jugendarbeitslosigkeit liegt über dem italienischen Durchschnitt.
Eine wichtige Rolle spielt die 1979 gegründete Universität Cassino.

## Politik
Enzo Salera (Partito Democratico) wurde am 26. Mai 2019 zum neuen Bürgermeister gewählt.

## Städtepartnerschaften
Als Partnerstädte nennt die Stadt Cassino folgende:
| - Bezirk Steglitz-Zehlendorf von Berlin, Deutschland, seit 1969 - Zamość, Polen, seit 1969 - Falaise, Frankreich, seit 1974 - Tychy, Polen, seit 1977 - Užice, Serbien seit 1981 | - North York, Kanada, seit 1987 - Karlovy Vary, Tschechien, seit 1991 - Ortona, Italien, seit 1991 - Casino, Australien, seit 1997 - Cavarzere, Italien, seit 1998 |

Seit 2015 besteht ein Freundschafts- und Kooperationsabkommen mit der chinesischen Stadt Xianning.

## Persönlichkeiten
- Antonio Labriola (1843–1904), Professor der theoretischen Philosophie an der Universität Rom
- Martino Matronola (1903–1994), Erzabt-Bischof von Montecassino
- Francesco Storace (* 1959), Politiker
- Domenico Di Carlo (* 1964), Fußballspieler und -trainer
- Alessandra Buonanno (* 1968), Astrophysikerin
- Arturo Gatti (1972–2009), italienisch-kanadischer Boxer
- Angelo Ogbonna (* 1988), Fußballspieler